# Phlegra levis
Phlegra levis är en spindelart som beskrevs av Próchniewicz, Heciak 1994. Phlegra levis ingår i släktet Phlegra och familjen hoppspindlar. Inga underarter finns listade i Catalogue of Life.